# Первая англо-бурская война
Первая Англо-бурская война, также известная как Трансваальская война (16 декабря 1880 — 23 марта 1881) — колониальная война Британии против Трансвааля на территории современной ЮАР. Это был первый вооружённый конфликт Великобритании и Южно-Африканской Республики.

## Повод к войне
Голландская Капская колония в Африке была захвачена англичанами во время Наполеоновских войн. Потомки голландских выходцев, буры, вели скотоводческое хозяйство и пользовались трудом негров-рабов. Но в 1833 году английское правительство отменило рабство во всех своих колониях. Буры восприняли это как недружественный акт по отношению к ним. Началась миграция буров из английских владений. За рекой Оранжевой буры основали Оранжевое Свободное государство, а за рекой Вааль — Южно-Африканскую республику.
Первая англо-бурская война была в значительной мере следствием обнаружения алмазов в Западном Грикваленде — землях, населенных гриква и тсвана и входивших с 1854 года в бурское Оранжевое Свободное государство. Залежи алмазов были обнаружены там в конце 1860-х гг., что привело к началу «алмазной лихорадки». Британия аннексировала эти земли в 1871 г., присоединив их к Капской колонии.
В 1870-е годы в Лондоне возникает проект Южно-Африканской Конфедерации, в которую помимо английских колоний должны были войти ещё и бурские республики. Воспользовавшись крайне тяжелым финансовым состоянием Южно-Африканской республики и рядом её поражений от правителя бапеди Секукуни, англичане аннексировали её в 1877 году. Осуществил аннексию сэр Теофилиус Шепстоун, под началом которого находился отряд всего из 26 конных полицейских. В ответ президент Трансвааля Томас Бюргерс выступил с прокламацией, в которой он выступил против этой акции, но в то же время призывал население воздержаться от активных действий. Но этот протест носил чисто формальный характер, и сам президент считал присоединение республики к британским владениям наилучшим выходом из сложившейся ситуации. Однако политика английских властей вызвала растущее недовольство буров. Главной его причиной стала попытка взыскать с буров недоимки по налогам за годы, предшествовавшие аннексии.

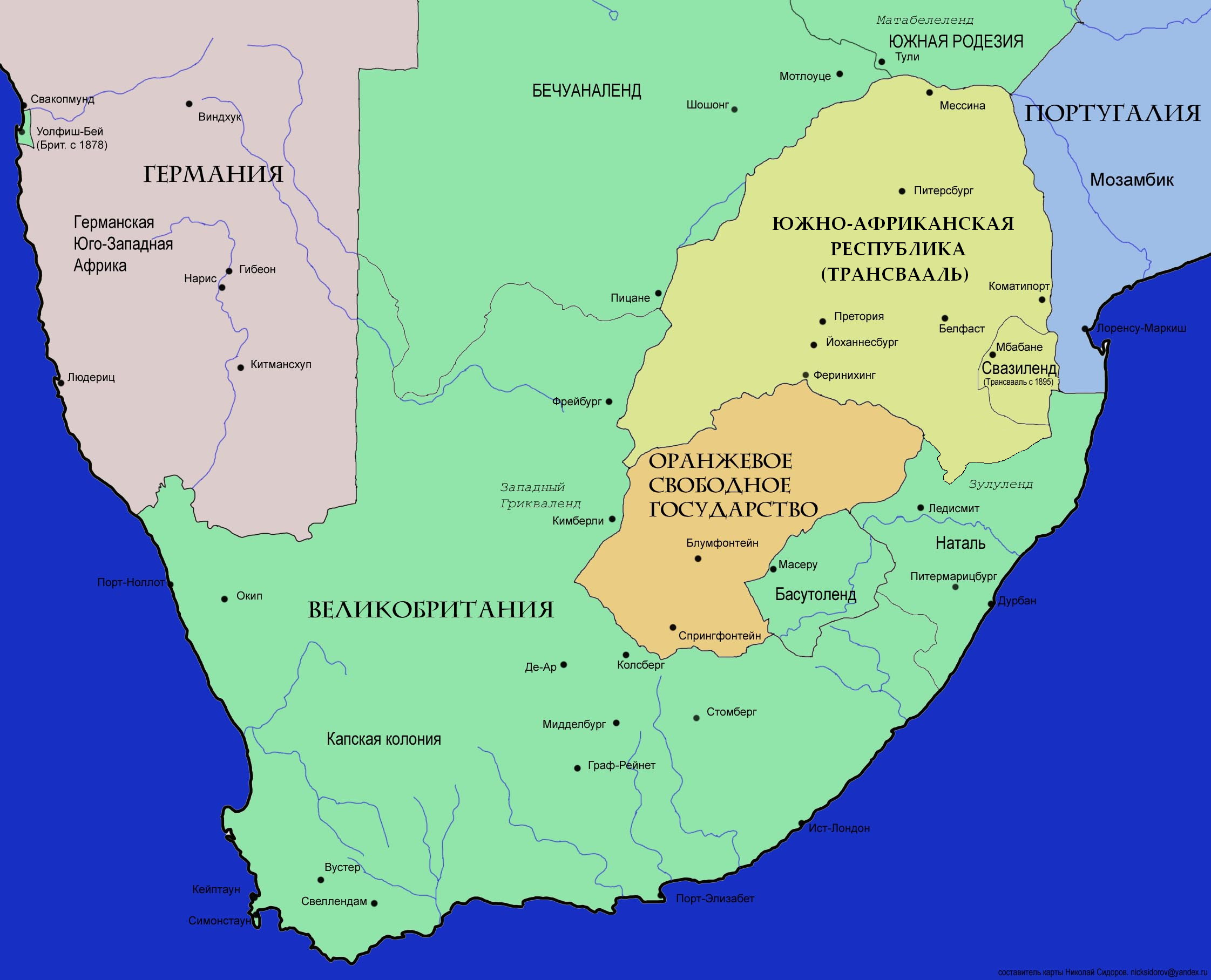

## Боевые действия
Война началась 16 декабря 1880 года восстанием трансваальских буров в Почефструме, после того как правительство Трансвааля объявило о своей независимости от Великобритании. С 22 декабря 1880 по 6 января 1881 года британские гарнизоны на всей территории Трансвааля оказались осаждёнными. Буры носили обычную сельскую одежду, которая была нейтральной по отношению к цветам африканского пейзажа, тогда как британская униформа была всё ещё ярко-красной, что абсолютно контрастировало с африканским пейзажем. Это позволяло бурам, являвшимся опытными стрелками, легко расстреливать британских солдат даже на большом расстоянии. Как считают некоторые историки, преимущество буров заключалось в их гибкой и эффективной военной тактике. Буры отдавали предпочтение хитрости и скорости, в то время как англичане больше уделяли внимание дисциплине и построению.
Осада британских гарнизонов привела к сражению у Лаингс-Нека 28 января 1881 года, где британские силы попытались прорвать позиции буров. Но, потеряв 84 человека убитыми (потери буров составляли 14 убитых), англичане потерпели поражение.

Буры не ограничились ведением боевых действий в Трансваале и вторглись в Натал. Г. Р. Хаггард, который в это время жил на ферме в этой колонии, вспоминал: 

«Мы были окружены противником и ежечасно ожидали его нападения. Ночь за ночью мы спали, иногда не раздеваясь, поставив заряженные винтовки под кроватью и положив револьверы под подушку; на конюшне всегда стояло шесть осёдланных лошадей».

Буры нанесли ряд поражений английским войскам, крупнейшее из которых произошло 28 января 1881 года у Лаингс-Нека. По этому поводу Хаггард писал своей жене:
«Нам сообщили, что войска, стоящие лагерем у Нэка, охвачены паникой из-за целого ряда поражений, и в последнем бою, стоившем жизни бедному сэру Джорджу Колли, офицеры с величайшим трудом удерживали солдат от бегства».
Британские солдаты бежали с поля боя у холма Маджуба (последнего сражения войны), особенно после гибели генерала Д. Колли, который пытался остановить бегство и был застрелен бурами.

## Потери в войне
| Воюющие страны  | Население (на 1880 год) | Мобилизовано солдат | Солдаты убитые, умершие от ран, пропавшие без вести | Раненые солдаты |
| --------------- | ----------------------- | ------------------- | --------------------------------------------------- | --------------- |
| Буры Трансвааля | 30 000                  | 3 000               | 41                                                  | 47              |
| Великобритания  | 29 300 000              | 1 200               | 408                                                 | 315             |
| Итого           | 29 330 000              | 4200                | 449                                                 | 362             |

## Конец войны
Не желая далее втягиваться в войну, английское правительство Уильяма Гладстона подписало перемирие 6 марта 1881 года. Окончательно мир был установлен 3 августа 1881 года, когда была подписана Преторийская конвенция. По ней Трансвааль получал полное внутреннее самоуправление, но взамен признавал сюзеренитет Великобритании. За британскими властями оставалось право назначать своего постоянного представителя в Претории, право передвигать свои войска по его территории в случае войны и она сохраняла контроль над внешней политикой республики. Английский резидент не имел права вмешиваться во внутренние дела Трансвааля; в его функции входило наблюдение за положением африканского населения республики, через него правительство Трансвааля должно было поддерживать связь с Верховным комиссаром Южной Африки. Таким образом, буры через четыре года после аннексии фактически восстановили свою независимость, но только во внутренних вопросах.
В 1884 году была подписана Лондонская конвенция. В ней уже не было прямого указания на британский сюзеренитет, хотя Трансвааль обязался не заключать без утверждения английского правительства никаких соглашений с иностранными государствами. Также конвенция устанавливала западную границу республики. Эти соглашения окончательно поставили точку под усилиями Великобритании по созданию Южно-Африканской конфедерации в 1870-х годах. Вновь к этой идее вернулись уже в начале XX века после англо-бурской войны 1899–1902 гг.